# 카트리네홀름시

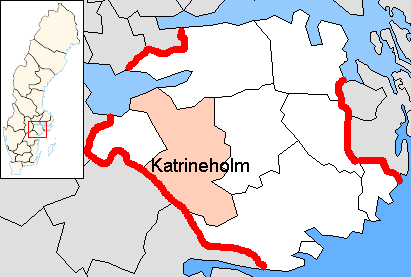
카트리네홀름 시의 위치

카트리네홀름시(스웨덴어: Katrineholms kommun)는 스웨덴 쇠데르만란드주에 위치한 지방 자치체로 행정 중심지는 카트리네홀름이며 면적은 1,189.54km2, 인구는 33,722명(2016년 12월 31일 기준), 인구 밀도는 28명/km2이다.

시 문장